# Simple Aggression
Simple Aggression war eine US-amerikanische Power- und Thrash-Metal-Band aus Independence, Kentucky, die im Jahr 1989 gegründet wurde und sich etwa 1996 auflöste.

## Geschichte
Die Band wurde am 1. Oktober 1989 in Independence, Kentucky, gegründet. Kurze Zeit später verlegte die Band ihren Sitz nach Cincinnati. Die Gruppe bestand aus dem Sänger Doug Carter, den Gitarristen James Carr und Darrin McKinney, dem Bassisten Dave Swart und dem Schlagzeuger Kenny Soward. Im Jahr 1990 folgte ein erstes, selbstbetiteltes Demo, dem sich 1991 unter dem Namen Wizardry Knows No Bounds ein zweites anschloss. Das Debütalbum Formulations in Black folgte im Jahr 1993. Auf dem zweiten Album war Eric Johns als neuer Sänger zu hören. Der Tonträger wurde im März 1996 von Jeff Higgins produziert und erschien unter dem Namen Gravity bei Leviathan Records. Danach löste sich die Band auf. Am 23. Oktober 2010 fand sich die Band einmalig wieder zusammen und spielte ein Konzert in Covington.

## Stil
Laut Allmusic spiele die Band mehr als nur gewöhnlichen Thrash Metal, da der Groove der Lieder durch Bands wie die Red Hot Chili Peppers beeinflusst worden sei. Laut Martin Popoff in seinem Buch The Collector's Guide of Heavy Metal Volume 3: The Nineties würden die Lieder auf Formulations in Black auf den Werken von Metallica und Anthrax basieren und durch Einflüsse wie Gwar, Biohazard und die Red Hot Chili Peppers erweitert werden. Zudem seien auch klangliche Parallelen zu Clutch hörbar, auch wenn diese Band erst später entstand. Formulations in Black unterscheide sich stark zum Vorgänger und weise klangliche Gemeinsamkeiten zu Soundgarden auf. Popoff beschrieb die Musik als Metal mit Grunge-Einflüssen. Ein großer Unterschied zum Vorgänger sei zudem der neue Sänger Eric Johns. Im Metal-Hammer-Interview mit Henning Richter gab der Sänger Doug Carter die Einflüsse der Mitglieder folgendermaßen an: „Als Kind stand ich auf Rap, später hab' ich mich dann als Breakdancer versucht. Anschließend kam meine Mötley Crüe-Phase, und dann folgten die härteren Sachen. Heute hören wir uns alles an, was uns in die Finger kommt: Death Metal, Broadway-Musicals wie 'Cats' oder 'Jesus Christ Superstar', Jazz oder Hardcore. Zu Beginn unserer Band schrieben wir viel Zeug, das sich an die frühen Slayer und Metallica anlehnte, etwas davon kann man auch heute noch heraushören“. Laut Achim Karstens vom Metal Hammer spiele die Band auf Formulations in Black eine Mischung aus Power- und Thrash-Metal, die vor fünf Jahren modern war. Laut Matthias Mineur vom Metal Hammer habe die Band noch auf dem Vorgänger leicht thrashigen, traditionellen Metal gespielt, wohingegen Gravity viel moderner klinge. Mineur ordnete das Album dem Power Metal zu.

## Diskografie
- 1990: Simple Aggression (Demo, Eigenveröffentlichung)
- 1991: Wizardry Knows No Bounds (Demo, Eigenveröffentlichung)
- 1991: No Denials (Demo, Eigenveröffentlichung)
- 1993: Formulations in Black (Album, Leviathan Records)
- 1996: Gravity (Album, Leviathan Records)